# Dự báo kinh tế
Dự báo kinh tế là quá trình đưa ra dự đoán về nền kinh tế. Dự báo có thể được thực hiện ở mức tổng hợp cao, ví dụ như GDP, lạm phát, thất nghiệp hoặc thâm hụt tài chính ở cấp độ phân cấp hơn, cho các lĩnh vực cụ thể của nền kinh tế hoặc thậm chí các công ty cụ thể.
Nhiều tổ chức tham gia dự báo kinh tế: chính phủ quốc gia, ngân hàng và ngân hàng trung ương, chuyên gia tư vấn và các tổ chức khu vực tư nhân như nhà tư tưởng, công ty và các tổ chức quốc tế như Quỹ Tiền tệ Quốc tế, Ngân hàng Thế giới và OECD. Một số dự báo được sản xuất hàng năm, nhưng nhiều dự báo được cập nhật thường xuyên hơn.
Nhà kinh tế thường xem xét các rủi ro (nghĩa là các sự kiện hoặc điều kiện có thể khiến kết quả thay đổi so với ước tính ban đầu của họ). Những rủi ro này giúp minh họa quá trình suy luận được sử dụng để đi đến các con số dự báo cuối cùng. Các nhà kinh tế thường sử dụng bình luận cùng với các công cụ trực quan hóa dữ liệu như bảng và biểu đồ để truyền đạt dự báo của họ. Trong việc chuẩn bị dự báo kinh tế, nhiều thông tin đã được sử dụng nhằm tăng độ chính xác.
Tất cả mọi thứ từ kinh tế vĩ mô, kinh tế vi mô, dữ liệu thị trường từ tương lai, máy (mạng lưới thần kinh nhân tạo), và nghiên cứu hành vi của con người  đều đã được sử dụng để đạt được dự báo tốt hơn. Dự báo được sử dụng cho nhiều mục đích. Chính phủ và doanh nghiệp sử dụng dự báo kinh tế để giúp họ xác định chiến lược, kế hoạch nhiều năm và ngân sách cho năm tới. Các nhà phân tích thị trường chứng khoán sử dụng dự báo để giúp họ ước tính giá trị của một công ty và cổ phiếu của nó.
Các nhà kinh tế chọn những biến nào là quan trọng đối với tài liệu chủ đề đang thảo luận. Các nhà kinh tế có thể sử dụng phân tích thống kê dữ liệu lịch sử để xác định mối quan hệ rõ ràng giữa các biến độc lập cụ thể và mối quan hệ của chúng với biến phụ thuộc đang nghiên cứu. Ví dụ, mức độ thay đổi giá nhà đất ảnh hưởng đến giá trị ròng của dân số trong quá khứ? Mối quan hệ này sau đó có thể được sử dụng để dự báo tương lai. Đó là, nếu giá nhà đất dự kiến sẽ thay đổi theo một cách cụ thể, điều đó sẽ có ảnh hưởng gì đến giá trị ròng của dân số trong tương lai? Dự báo thường dựa trên dữ liệu mẫu thay vì dân số hoàn chỉnh, điều này đưa ra sự không chắc chắn. Nhà kinh tế tiến hành kiểm tra thống kê và phát triển các mô hình thống kê (thường sử dụng phân tích hồi quy) để xác định mối quan hệ nào mô tả đúng nhất hoặc dự đoán hành vi của các biến đang nghiên cứu. Dữ liệu lịch sử và các giả định về tương lai được áp dụng cho mô hình để đưa ra dự báo cho các biến cụ thể.